# Burn Halo
Burn Halo — американская рок-группа из Оринджа (штат Калифорния).

## История
Группа была основана в 2007 году бывшим фронтменом группы Eighteen Visions, Джеймсом Хартом.
В марте 2009 года группа выпустила свой дебютный альбом «Burn Halo» на лейблах Rawkhead и Warner Records. Альбом дебютировал под номер 129 в чарте Billboard 200 с более чем 4000 проданных копий альбома в первую неделю, под номером 2 в чарте Top Heatseekers и под номером 13 в Independent Albums. В июне 2009 года группа отправилась в тур в поддержку альбома вместе с группами New Medicine и Track Fighter.
В 2010 году к группе присоединился ударник Рэй Диллон.
19 апреля 2011 года группа выпустила свой новый сингл — «Tear It Down». Через несколько месяцев после этого, 28 июня, выходит их второй студийный альбом, «Up from the Ashes».

## Участники

### Текущий состав
- Джеймс Харт — вокал (2007-настоящее время)
- Джои Рокс — гитара (2008-настоящее время)
- Линн Брэндон — гитара (2009-настоящее время)
- Бейлор Аарон — бас-гитара (2008-настоящее время)
- Рэй Диллон — ударные (2010-настоящее время)

### Бывшие участники
- Тимми Рассел — ударные (2009—2010)
- Райан Фолдер — ударные (2008—2009)
- Аллен Уилер — гитара (2008—2009)

## Дискография

### Альбомы
| Год  | Альбом                                                                           | Чарты | Чарты    | Чарты   |
| Год  | Альбом                                                                           | US    | US Heat. | US Ind. |
| ---- | -------------------------------------------------------------------------------- | ----- | -------- | ------- |
| 2009 | Burn Halo - Релиз: 31 марта, 2009 - Лейбл: Rawkhead/Warner (10001) - Формат: CD  | 129   | 2        | 13      |
| 2011 | Up from the Ashes - Релиз: 28 июня, 2011 - Лейбл: Rawkhead (210003) - Формат: CD | —     | 12       | —       |

### Синглы
| Год  | Название            | US Main. | Альбом            |
| ---- | ------------------- | -------- | ----------------- |
| 2009 | «Dirty Little Girl» | 19       | Burn Halo         |
| 2010 | «Save Me»           | 36       | Burn Halo         |
| 2011 | «Tear It Down»      | 35       | Up from the Ashes |

## Видеография
- Dirty Little Girl (Февраль 2009)
- Tear it Down (Июль 2011)